# Drepanosaurus
 (septembre 2018).
Genre
Espèce
Drepanosaurus est un genre fossile de reptiles arboricoles qui ont vécu pendant le Trias. Il n'est connu que par son espèce type, Drepanosaurus unguicaudatus.

## Description
Drepanosaurus est un Drepanosauridae, un groupe de reptiles diapsides connus pour leurs queues préhensiles. Un seul spécimen de Drepanosaurus adulte et deux spécimens immatures ont déjà été trouvés et tous manquaient de tête et de cou. Drepanosaurus était probablement un insectivore et vivait dans un environnement côtier dans ce qui est aujourd'hui l'Italie moderne, ainsi que dans un environnement fluvial dans le Midwest des États-Unis.[réf. nécessaire]

## Classification
Le genre Drepanosaurus et l'espèce Drepanosaurus unguicaudatus ont été décrits en 1980 par le paléontologue italien Giovanni Pinna (d).